# 莫斯伯格MC1sc半自動手槍
莫斯伯格MC1sc（英語：Mossberg MC1sc）是一款由美国槍械製造商O.F.莫斯伯格父子公司所研製、生產並於2019年1月推出的瘦身袖珍型半自動手槍，亦是該公司自莫斯伯格布朗尼推出100年以來首款手槍產品，發射9×19毫米帕拉貝倫口徑手枪子彈，額定膛壓為高膛壓彈藥（+P）。

## 概述
MC1sc是一款撞針擊發的聚合物框架手槍，在扳機以上具有內建式刀片狀保險。其標準白色三點式瞄具由前方準星及後方照門組成，前後都可調節，並可選裝氚光式夜間瞄具。扳機扣力的額定值為6磅力（27牛頓）。
標準套筒是由416不鏽鋼製，也可以選擇“类金刚石碳塗層”。由於莫斯伯格的“安全分解系統”可以在拆下套筒以前先卸下撞針組件，分解手槍進行清潔時並不需要扣動扳機。
莫斯伯格提供多種MC1sc產品，包括具有橫閂式保險的產品。該槍有6發和7發容量的單排式彈匣可供選擇；兩者均由透明聚合物製成，並且裝有橙色托彈板。此外，MC1sc亦可兼容格洛克43手槍的彈匣。彈匣釋放扣可倒轉裝上該槍。

## MC2c衍生型
2020年1月17日，莫斯伯格推出了MC2c，這是MC1sc的稍大型版本。相應於MC1sc的“ sc”（subcompact，袖珍型）尺寸相比，“ c”將其指定為緊湊型（compact）尺寸的手槍。MC2c具有雙排彈匣，容量為13發（齊平）或15發（延長）。
| 規格         | MC1sc             | MC2c              |
| ------------ | ----------------- | ----------------- |
| 槍管長度     | 3.4英寸（86）     | 3.9英寸（99）     |
| 整體長度     | 6.25英寸（159）   | 7.10英寸（180）   |
| 整體寬度     | 1.03英寸（26）    | 1.10英寸（28）    |
| 高度         | 4.30英寸（109）   | 4.90英寸（124）   |
| 重量（空槍） | 19盎司（540克）   | 21盎司（600克）   |
| 重量（上彈） | 22盎司（620克）   | 29盎司（820克）   |
| 容量（齊平） | 6+1發             | 13+1發            |
| 容量（延長） | 7+1發             | 15+1發            |
| MSRP         | $425（2019年1月） | $490（2020年1月） |

## 資料來源
1. 1 2 3 4  . mossberg.com.   [September 8, 2019]. （原始内容存档于2021-02-26）.
2. 1 2 3 4 5  Grazio, Jay. . shootingillustrated.com. January 3, 2019  [September 8, 2019]. （原始内容存档于2021-01-27）.
3. 1 2 3  Adam V. . gunivore.com. January 26, 2019  [September 8, 2019]. （原始内容存档于2021-01-28）.
4. ↑  Eger, Chris. . guns.com. January 24, 2019  [September 8, 2019]. （原始内容存档于2020-11-25）.
5. ↑  Cleckner, Ryan. . gununiversity.com. January 2019  [September 8, 2019]. （原始内容存档于2021-01-17）.
6. 1 2 3 4  Grazio, Jay. . Shooting Illustrated. January 17, 2020  [January 17, 2020]. （原始内容存档于2021-02-27）.
7. ↑  Grazio, Jay. . Shooting Illustrated. January 3, 2019  [September 8, 2019]. （原始内容存档于2021-01-27）.
8. ↑  . mossberg.com.   [January 17, 2020]. （原始内容存档于2021-01-24）.
9. ↑  . mossberg.com.   [January 17, 2020]. （原始内容存档于2021-01-24）.

## 外部連結
- Official video by Mossberg （页面存档备份，存于）
- Test firing video （页面存档备份，存于） by Hickok45（英语：Hickok45）
- MC2c video by Mossberg （页面存档备份，存于）